# Guido Plante
Guido Plante PME (* 15. August 1936 in Montréal; † 24. Mai 2015) war Bischof von Choluteca in Honduras.

## Leben
Guido Plante trat der Ordensgemeinschaft der Société des Missions-Étrangères bei, legte die Profess am 25. Mai 1961 ab und empfing am 24. Dezember 1961 die Priesterweihe.
Papst Johannes Paul II. ernannte ihn am 14. Dezember 2004 zum Koadjutorbischof von Choluteca. Der Erzbischof von Tegucigalpa, Óscar Kardinal Rodríguez Maradiaga SDB, spendete ihm am 2. Februar des nächsten Jahres die Bischofsweihe; Mitkonsekratoren waren Raúl Corriveau PME, Bischof von Choluteca, und Jean-Claude Kardinal Turcotte, Erzbischof von Montréal.
Mit der Emeritierung Raúl Corriveaus PME am 17. Dezember 2005 folgte er ihm als Bischof von Choluteca nach. Am 13. Juli 2012 nahm Papst Benedikt XVI. seinen altersbedingten Rücktritt an.